# Gunta Stölzl
Gunta Stölzl (5 de março de 1897 – 22 de abril de 1983) foi uma artista têxtil alemã, pioneira na sua área, que desempenhou um papel fundamental no desenvolvimento da oficina de tecelagem da escola de arte alemã Bauhaus. Como única mestra feminina da Bauhaus, ela criou uma enorme mudança no departamento de tecelagem, fazendo com que passassem de obras pictóricas individuais para desenhos industriais modernos. O trabalho dela define e caracteriza o estilo distinto dos têxteis da Bauhaus.

## Biografia
Stölzl nasceu em Munique, Baviera. Frequentou o ensino médio para as filhas de profissionais, e graduou-se em 1913. Iniciou seus estudos na Kunstgewerbeschule (Escola de Artes Aplicadas) em 1914, onde estudou pintura de vidro, artes decorativas e cerâmica sob o conhecido diretor Richard Riemerschmid. Em 1917, os estudos de Stölzl foram interrompidos pela guerra em andamento e ela ofereceu-se para trabalhar como enfermeira na Cruz Vermelha, atrás das linhas de frente, até o final da Primeira Guerra Mundial, em 1918. Ao voltar para casa, ela voltou-se para seus estudos na Kunstgewerbeschule em Munique, onde participou da reforma do currículo da escola. Foi nessa época que Stölzl encontrou o manifesto da Bauhaus. Tendo decidido continuar seus estudos na recém-formada escola Bauhaus, Stölzl passou o verão de 1919 nas aulas de vidro e pintura mural da escola para obter sua aceitação experimental no curso preliminar de Johannes Itten. Em 1920, Stölzl não só havia sido aceita na escola Bauhaus, como também recebera uma bolsa de estudos.
Ela ingressou na Bauhaus como estudante em 1920, tornou-se mestre júnior em 1927 e mestre completo no ano seguinte. Em 1932, ela foi demitida por razões políticas, dois anos antes da Bauhaus fechar sob pressão dos nazistas. O departamento têxtil era uma parte negligenciada da Bauhaus quando Gunta iniciou sua carreira, e seus professores eram fracos nos aspectos técnicos da produção têxtil. Assim, ela rapidamente tornou-se mentora de outros estudantes e reabriu os estúdios de corantes da Bauhaus em 1921. Após uma breve partida, ela voltou como diretora de tecelagem da escola em 1925. Quando se mudou de Weimar para Dessau e expandiu o departamento para aumentar suas instalações de tecelagem e tingimento. Ela aplicou ideias da arte moderna à tecelagem, experimentou materiais sintéticos e aprimorou as instruções técnicas do departamento para incluir cursos de matemática. A oficina de tecelagem Bauhaus tornou-se uma das instalações de maior sucesso sob sua direção.

## Vida de Estudante

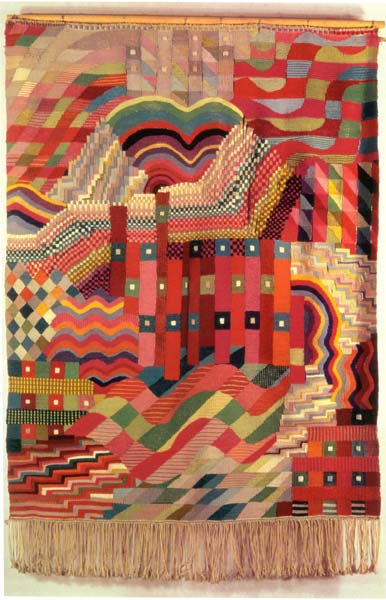
Tapeçaria criada por Gunta Stölzl em 1927-1928.

Em seu primeiro ano na Bauhaus, ela começou o que chamava de “departamento de mulheres”, que devido aos papéis de gênero subjacentes na escola, acabou se tornando sinônimo de oficina de tecelagem. Ela era muito ativa no departamento de tecelagem e foi imediatamente vista como uma líder no grupo. Nessa época, o departamento enfatizava a expressão artística e os trabalhos individuais que refletiam os ensinamentos e filosofias dos pintores que trabalhava como mestres na Bauhaus. A Weimar Bauhaus tinha um ambiente muito descontraído, quase totalmente dependente dos alunos que se ensinavam uns aos outros. Contudo, Georg Muche, que era o chefe da oficina de tecelagem na época, tinha muito pouco interesse no próprio artesanato. Ele viu a tecelagem e outras artes têxteis como 'trabalho feminino' e, por isso, ajudou muito pouco nos processos técnicos envolvidos. Isso significava que os alunos eram deixados por conta própria na hora de descobrir todos os aspectos técnicos dessa atividade na qual a maioria tinha pouca experiência de trabalho. Devido a esse contexto, é importante observar os trabalhos da era Weimar visualmente e não tecnicamente.
Em 1921, Stölzl e duas amigas fizeram uma viagem à Itália para conhecer a arte e a arquitetura que estudaram para obter mais inspiração. Depois de passar no exame de como tecelã e fazer cursos de tingimento têxtil em uma escola em Krefeld, Stölzl conseguiu reabrir os estúdios de tintura anteriormente abandonados. Ela estava dava orientação a outros alunos, embora não oficialmente, pois nem Muche, o mestre de forma, nem Helene Börner, mestre de artesanato, podiam realmente ensinar e promover os alunos em aspectos técnicos. Em 1921, Stölzl colaborou com Marcel Breuer na cadeira africana - feita de madeira pintada com um tecido têxtil colorido. A primeira exposição oficial da Bauhaus ocorreu em setembro de 1923, no edifício Haus am Horn. O próprio edifício, projetado principalmente por Georg Muche, era uma estrutura de cubo minimalista e moderna, feita em grande parte de aço e concreto. Cada cômodo da casa foi projetado de acordo com sua função específica e produzia móveis, ferragens, etc. (especialmente produzidos nas oficinas da Bauhaus). A oficina de tecelagem se envolveu na criação de tapetes, tapeçarias e outros objetos para várias salas, as quais receberam críticas favoráveis. Com esta exposição, Walter Gropius lançou um ensaio intitulado 'Arte e Tecnologia - Uma Nova Unidade', que parecia ter um grande impacto nas mulheres da oficina de tecelagem. Apesar das críticas elogiosas de suas obras, as mulheres começaram a se afastar das imagens pictóricas e dos métodos tradicionais com os quais trabalhavam até esse ponto e começaram a trabalhar abstratamente, tentando tornar os objetos mais alinhados com os ensinamentos de Kandinsky sobre o ' eu interior'. 

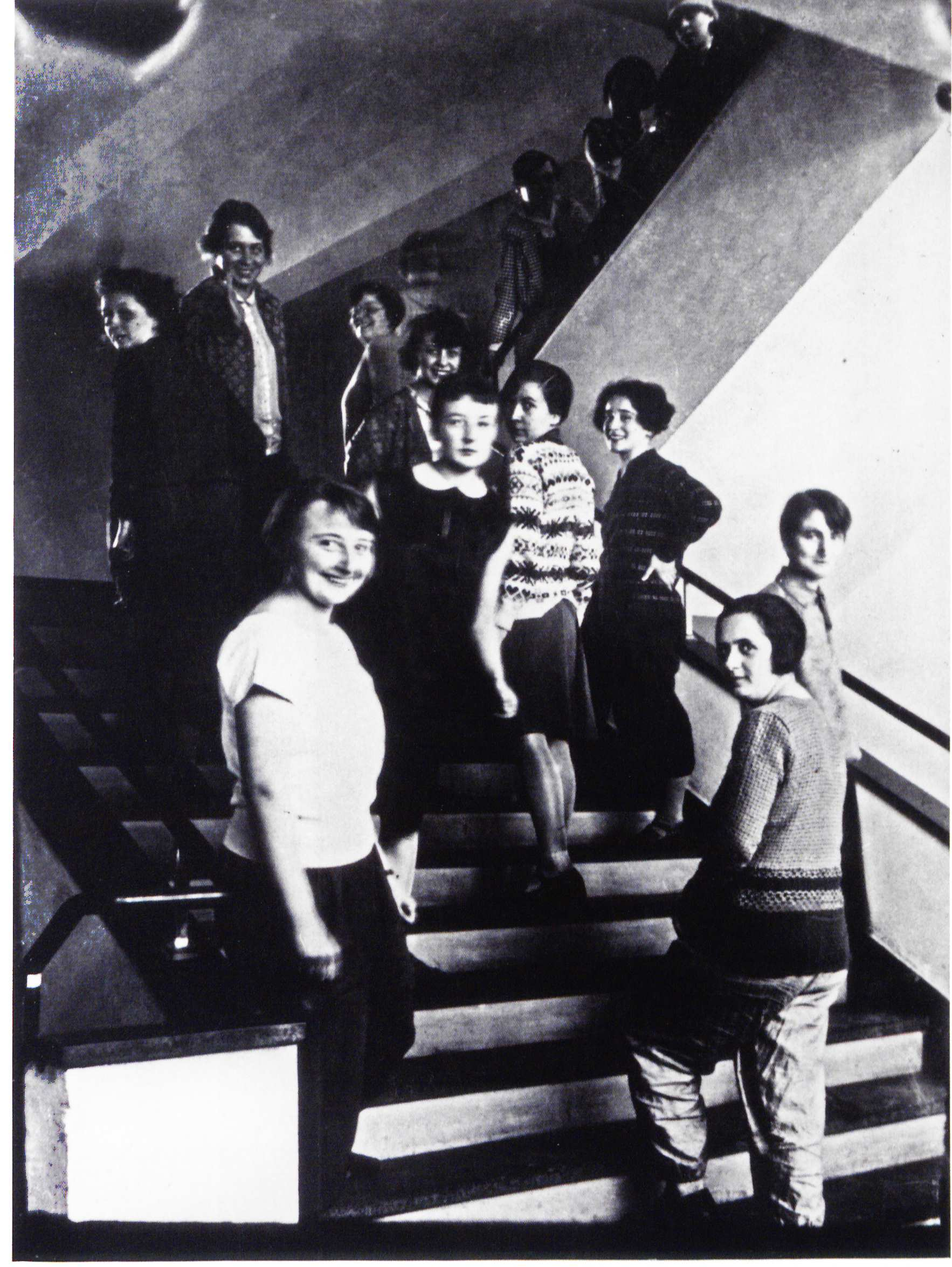
Grupo de alunas da oficina de tecelagem na Bauhaus em 1927

## Mestre na Bauhaus
Em abril de 1925, a Weimar Bauhaus foi fechada e reaberta em Dessau em 1926. Stölzl, que havia deixado a Bauhaus depois de se formar para ajudar a Itten a montar Oficinas de Tecelagem Ontos em Herrliberg, perto de Zurique, na Suíça, voltou a tornar-se diretora técnica do estúdio de tecelagem, substituindo Helene Börner, e trabalhando com Georg Muche, que permaneceria como mestre. Embora ela não tenha sido oficialmente nomeada mestra júnior até 1927, estava claro que a organização e o conteúdo do workshop estavam sob seu controle. Era óbvio desde o início que o par de Muche e Stölzl não era apreciado por nenhum dos lados e resultou em Stölzl dirigindo a oficina quase sozinha a partir de 1926.
O novo campus de Dessau foi equipado com uma maior variedade de teares e instalações de tingimento mais sofisticadas, o que permitiu a Stölzl criar um ambiente mais bem estruturado. Georg Muche trouxe teares Jacquard para ajudar a intensificar a produção. Ele passou a prestar mais atenção a isto porque os workshops eram a principal fonte de financiamento da escola para a nova Dessau Bauhaus. Contudo, os alunos não ficaram satisfeitos com a maneira como Muche usara os fundos da escola, o que, dentre outros eventos menores, instigou uma revolta estudantil dentro do departamento de tecelagem. Em 31 de março de 1927, apesar de algumas objeções da equipe, ele deixou a Bauhaus. Com sua partida, Stölzl assumiu o papel de mestre de artes e mestre de artesanato do estúdio de tecelagem. Ela foi assistida por muitas outras mulheres importantes da Bauhaus, incluindo Anni Albers, Otti Berger e Benita Otte.
Stölzl começou a tentar afastar as conotações de "trabalho feminino" de sua arte, aplicando o vocabulário usado na arte moderna, movendo-se cada vez mais na direção do design industrial. Em 1928, a falta de materiais práticos levou a uma maior experimentação com materiais como o celofane. Stölzl desenvolveu rapidamente um currículo que enfatizava o uso de teares manuais, treinando na mecânica de tecelagem e tingimento e ministrava aulas de matemática e geometria, além de tópicos mais técnicos, como técnicas de tecelagem e instruções para oficinas. Os métodos anteriores de expressão artística da Bauhaus foram rapidamente substituídos por uma abordagem de design que enfatizava a simplicidade e a funcionalidade. 
Para Stölzl, a oficina era um lugar para experimentação e ela incentivou a improvisação. Ela e seus alunos, especialmente Anni Albers, se interessavam nas propriedades dos tecido e das fibras sintéticas. Eles testavam materiais no que diz respeito a qualidades como cor, textura, estrutura, resistência ao desgaste, flexibilidade, refração da luz e absorção sonora. Stölzl acreditava que o desafio da tecelagem era criar uma estética que fosse apropriada às propriedades específicas de cada material. Em 1930, a Stölzl emitiu o primeiro diploma de oficina de tecelagem da Bauhaus e criou o primeiro projeto em conjunto entre a escola e a empresa têxtil Berlim Polytex, que teceu e vendeu os designs da Bauhaus. Em 1931, ela publicou um artigo intitulado “O Desenvolvimento da Oficina de Tecelagem Bauhaus”, na edição de primavera do Bauhaus Journal. A capacidade de Stölzl de expressar composições formais complexas em peças tecidas à mão, combinadas com sua habilidade de projetar para a produção de máquinas, fizeram dela a professora ideal para a oficina. Sob a direção de Stölzl, a oficina de tecelagem tornou-se uma das faculdades mais bem-sucedidas da Bauhaus.

## Demissão

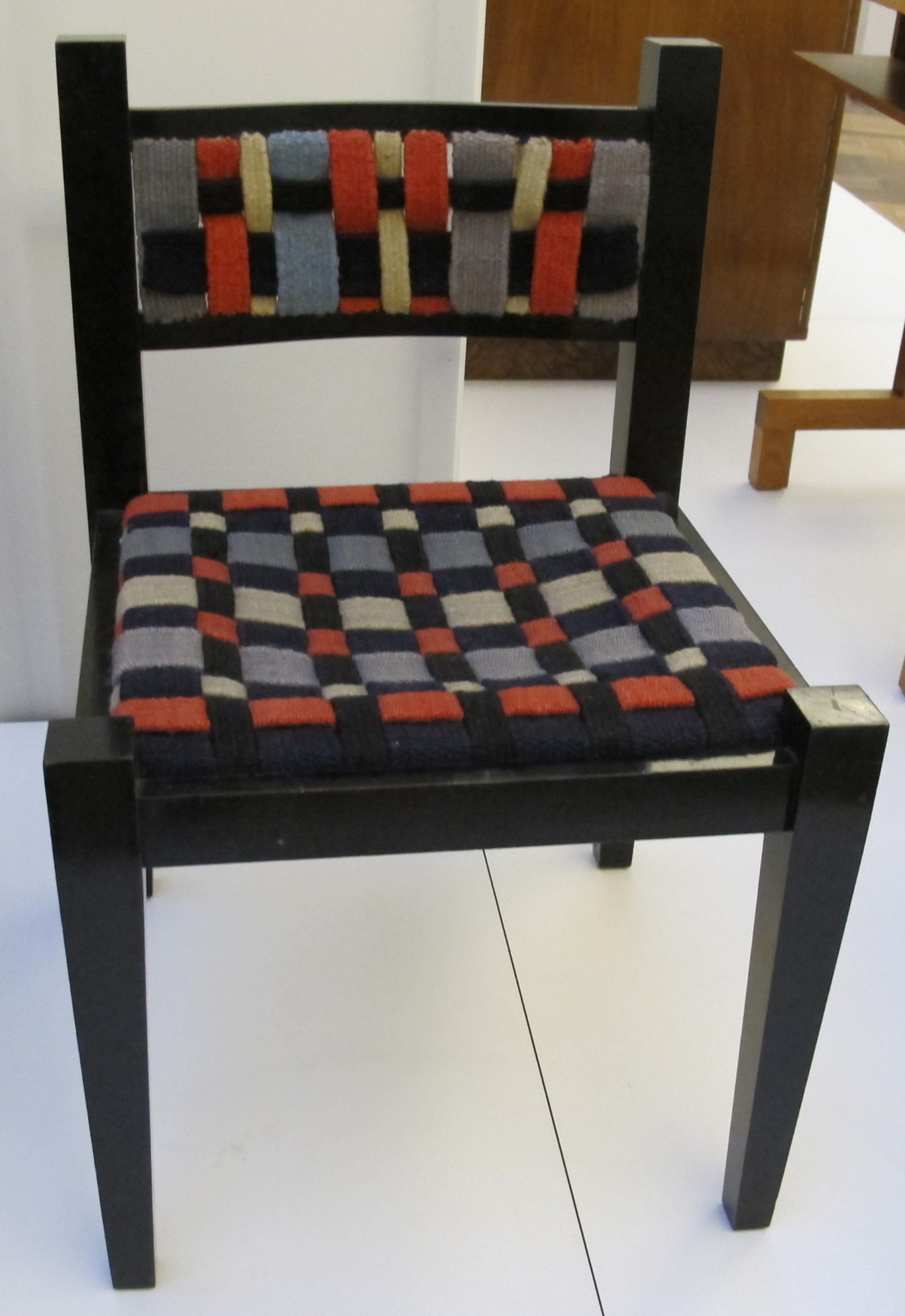
Têxteis Gunta Stölzl numa cadeira Marcel Breuer (1922)

Bauhaus estave constantemente sob ataque, à medida que o Partido Nazista ganhava mais poder, e os sacrifícios da escola para se manter aberta começavam a quebrar sua própria ideologia. Durante a diretoria de Mies van der Rohe, houve intensa pressão da comunidade para que Stölzl fosse dispensada. Em 1932, Van der Rohe exigiu sua demissão, não por incompetência, mas por causa da atmosfera política circundante. Os estudantes opuseram-se a essa ação e dedicaram uma edição inteira do jornal da escola à Stölzl após sua demissão. O campus de Dessau na Bauhaus foi fechado em 1932 pelos nazistas, e a própria Bauhaus, que havia se mudado de Dessau para Berlim, dissolveu-se oficialmente, por voto da faculdade, em 19 de julho de 1933.

## Depois da Bauhaus
Stölzl retornou a Zurique, onde ela e seus parceiros Gertrud Preiswerk e Heinrich-Otto Hürlimann, também ex-alunos, criaram uma empresa de tecelagem manual chamada SPH Stoffe (SPH Fabrics). O negócio fracassou e fechou pouco tempo depois, em 1933, devido a dificuldades financeiras. Stölzl tornou-se membro do Schweizerischer Werkbund em 1932 e, em 1934, "Das Werk", a revista oficial do Werkbund, falou sobre sua carreira. No mesmo ano, Stölzl recebeu uma grande comissão para fazer as cortinas do Cinema de Zurique. Em 1935, Stölzl e seu ex-parceiro Heinrich-Otto Hürlimann abriram a S&H Stoffe. Em 1937, Stölzl tornou-se única proprietária da Handweberei Flora (Hand Weaving Studio Flora) e ingressou na Gesellschaft Schweizer Malerinnen, na Bildhauerinnen e na Kunstgewerblerinnen (Sociedade de Pintoras, Escultoras e Artesãs Suíças). Durante as décadas seguintes, o Museu de Arte Moderna de Nova York e o Museu Busch-Reisinger de Cambridge, Massachusetts, adquiriram algumas peças do trabalho de Stölzl enquanto ela continuava trabalhando em seu negócio de tecelagem manual, criando principalmente tecidos para design de interiores. Em 1967, Stölzl dissolveu os seus negócios e dedicou-se integralmente à tecelagem de tapeçaria - uma grande mudança de foco. Foi também em 1967 que o Museu Victoria e Albert adquiriu seus desenhos e amostras, resultando em grandes colecções nacionais e internacionais.
Stölzl morreu em 1983 em Zurique. 

## Linha do tempo
- 1914-1916 — Estuda pintura de vidro, cerâmica e pintura decorativa na Kunstgewerbeschule (Escola de Artes Aplicadas) em Munique
- 1917-1918 — Trabalha como enfermeira da Cruz Vermelha atrás das linhas de frente
- 1919 - — Continua os estudos na Kunstgewerbeschule em Munique, participa da reforma curricular. Encontros manifesto Bauhaus
- 1919-1923 — Estudos na escola Bauhaus com Itten, Klee e Kandinsky
- 1922 — Frequenta um curso de técnicas de tingimento em Krefeld e estabelece instalações de tingimento na Bauhaus
- 1923 — Passa no exame de viajante; continua trabalhando na oficina de tecelagem
- 1924 — Ajuda a Itten a estabelecer oficinas de tecelagem Ontos perto de Zurique
- 1925 — Assume o cargo de diretora técnica na oficina de tecelagem de Dessau, dirige os estudos práticos e teóricos de seus alunos
- 1927 — Nomeado como Jungmeister (Mestre Júnior) para toda a oficina de tecelagem, a primeira e única mestra feminina da Bauhaus
- 1927 — Experimenta novos materiais, como celofane e fios de ferro, e começa a tentar a tecelagem de Jacquard
- 1929 — Casa-se com o estudante de arquitetura israelense Arieh Sharon e perde a cidadania alemã. Nascimento da filha chamada Yael.
- 1930 Os — primeiros diplomas da oficina de tecelagem Bauhaus são emitidos pela Stölzl
- 1931 — Publica 'Desenvolvimento da Oficina de Tecelagem Bauhaus'
- 1931 — Forçado a renunciar como diretor da oficina de tecelagem. Emigra para a Suíça e forma uma empresa privada de tecelagem manual em Zurique, SPH Stoffe, com Gertrud Preiswerk e Heinrich-Otto Hürlimann
- 1932 — Torna-se membro do Swiss Werkbund.
- 1933 — SPH Stoffe Dissolve-se devido a dificuldades financeiras.
- 1934 — Recebe comissão para cortinas para o Cinema Urban, Zurique. A revista Das Werk descreve sua carreira
- 1935 — Parceria com a Hürlimann para formar a S&H Stoffe
- 1936 — Stölzl e Sharon se divorciam
- 1937 — Torna-se o único proprietário da Handweberei Flora (Hand Weaving Studio Flora). Une-se à Gesellschaft Schweizer Malerinnen, Bildhauerinnen und Kunstgewerblerinnen (Sociedade das Pintoras, Escultoras e Artesãs Suíças)
- 1941 — Participa no interior do pavilhão suíço, Lyon
- 1942 — Casa-se com Willy Stadler, torna-se cidadão suíço
- 1943 — Nascimento da segunda filha, Monika, em Zurique
- 1949-1963 — - Museu Busch-Reisinger e MoMA adquirem obras de Stölzl
- 1967-69 — Dissolve os negócios de tecelagem manual, dedica-se à tapeçaria e cria seus próprios projetos. o Victoria and Albert Museum adquire desenhos e amostras de tecidos; grandes coleções nacionais e internacionais
- 1983 — Morre em 22 de abril de 1983 em Zurique, aos 86 anos